# Aire urbaine d'Auxerre
L'aire urbaine d'Auxerre est une aire urbaine française centrée sur l'unité urbaine d'Auxerre. Composée de 71 communes, elle comptait 92 209 habitants en 2012.

## Caractéristiques
D'après la définition qu'en donne l'INSEE, l'aire urbaine d'Auxerre est composée de 60 communes, situées dans l'Yonne. Ses 85 080 habitants font d'elle la 92e aire urbaine de France en 1999.
2 communes de l'aire urbaine sont des pôles urbains.
Le tableau suivant détaille la répartition de l'aire urbaine sur le département (les pourcentages s'entendent en proportion du département) :
| Département | Communes | Communes (%) | Superficie (km²) | Superficie (%) | Population (2011) | Population (%) |
| ----------- | -------- | ------------ | ---------------- | -------------- | ----------------- | -------------- |
| Yonne       | 60       | 13,2         | 792,20           | 10,7           | 92 482            | 27             |